# Gościcino Wejherowskie
Gościcino Wejherowskie – stacja kolejowa w Gościcinie, w województwie pomorskim, w Polsce.

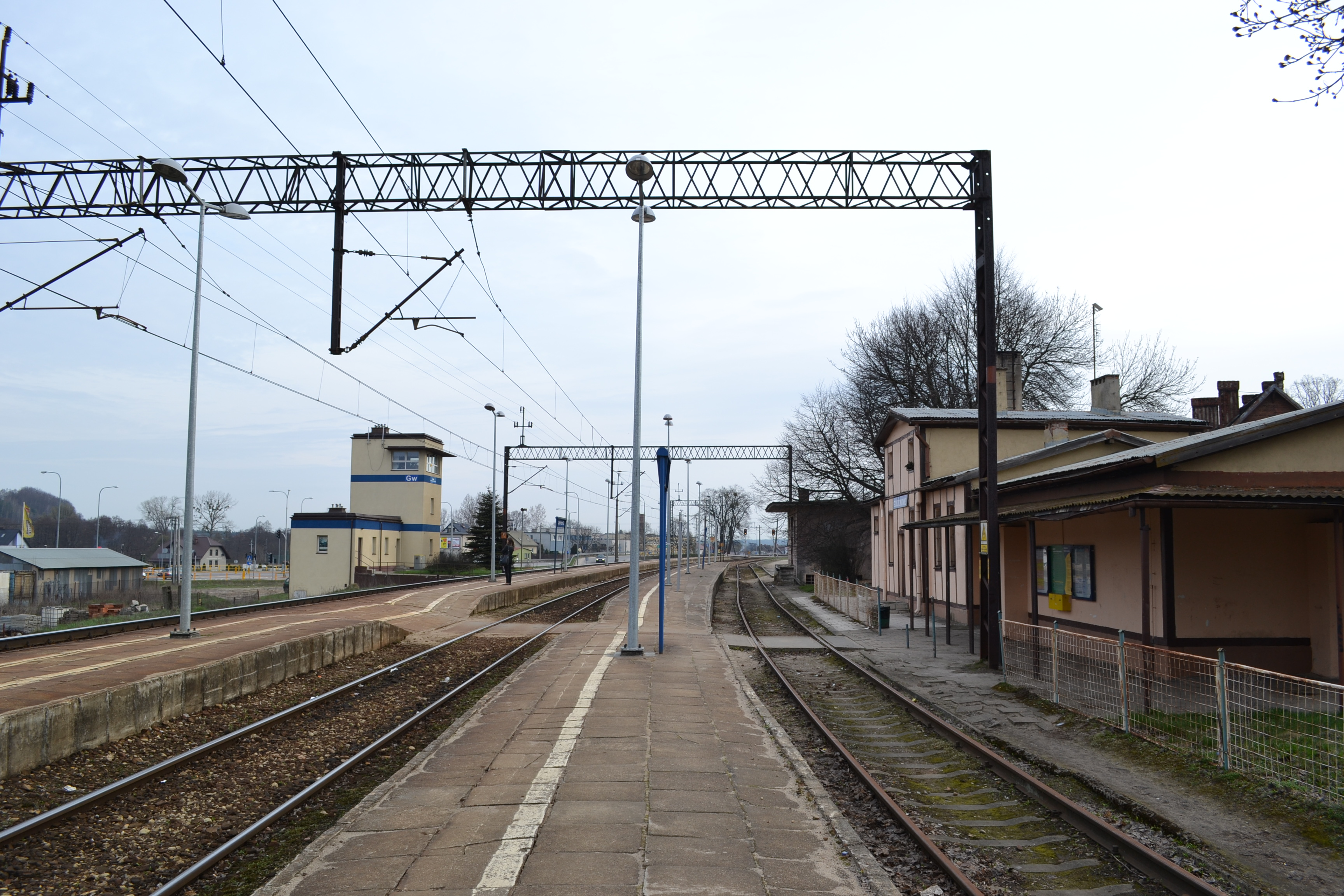
perony stacji Gościcino

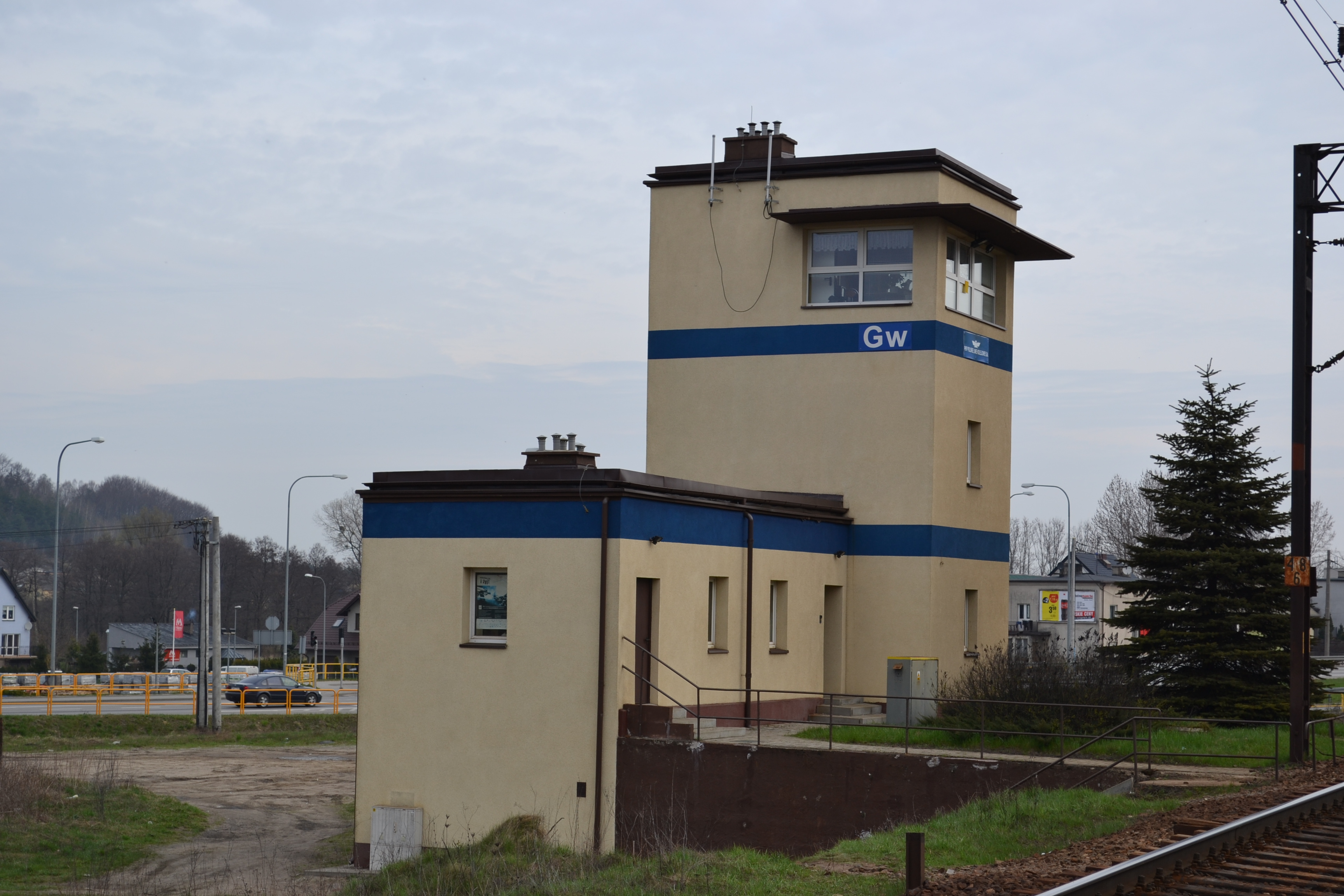
nastawnia w Gościcinie

## Historia
W latach 60., 70. i 80. XX w. zatrzymywały się tu wszystkie pociągi osobowe jadące w kierunku Słupska (obecnie liczba pociągów została znacznie ograniczona). Stacja jest obsługiwana przez wybrane kursy trójmiejskiej SKM oraz PolRegio. W pobliżu stacji kolejowej znajdują się przystanki autobusowe wejherowskiej komunikacji miejskiej (linie nr: „3”, „7”, „10” i „13”).

## Ruch pasażerski
| Rok  | Wymiana pasażerska na dobę |
| ---- | -------------------------- |
| 2017 | 700-999                    |
| 2022 | 50-99                      |